# Robert Michael Weiß
Robert Michael Weiß (* 1. August 1956 in Wien) ist ein österreichischer Jazzpianist, Cembalist und Komponist.
Er gilt in Österreich als der führende Spezialist für die Kompositionen von Josef Matthias Hauer.

## Leben und Wirken
Robert Michael Weiß erhielt ab dem 6. Lebensjahr seinen ersten Klavierunterricht. Nachdem er im Jahr 1974 das Bundesgymnasium Zirkusgasse absolvierte, studierte er ab dem Jahr 1975 Klavier, Musik- und Instrumentalpädagogik an der Wiener Musikhochschule, ab 1976 Jazz-Piano und Cembalo bei Fritz Pauer am Konservatorium der Stadt Wien und Josef Matthias Hauers Zwölftonspiel beim Hauer-Schüler Victor Sokolowski. Im Jahr 1984 besuchte er einen Workshop von George Russell.
Ab den späten 1970er Jahren trat Weiß international auf, zunächst im Duo Gemini mit Woody Schabata auf Marimba und Vibraphon (Jazzfestival Middelheim, Belgien 1978) und bei der ersten Tournee des Vienna Art Orchestra. Als Pianist ist er auf der ersten österreichischen Jazz-Produktion auf CD zu hören: Woody Schabatas „May-Rimba“. Seit der Gründung 1983 gehört er zum „Pipetet“ von Franz Koglmann. Weiter trat er im Duo mit Lee Konitz, Jim Pepper, Roger Bobo und auch mit dem Geiger Ernst Kovacic auf. Im Jahr 1988 wurde Weiß mit dem Anerkennungspreis für Musik und Musikpädagogik Stadt Wiener Neustadt ausgezeichnet.
Weiß war der Dirigent der Österreichischen Erstaufführung (2000) von „M is For Man, Music, Mozart“ von Louis Andriessen/Peter Greenaway. Er bildete das Tanz-Musik-Duo „zweiacht“ mit der Tänzerin Doris M. Reisinger (seit 2002). Er ist der musikalische Leiter der Jazz-Bigband 11concertBand (CD und Tour „Mingus Music“, 2007; „Money Jungle“, 2008). Weiter spielte er im Duo mit dem Bassposaunisten Dave Taylor (Brucknerhaus Linz, Wien, Passau, 2008). Im Jahr 1999 war er Artist in Residence für „musik aktuell – neue musik in niederösterreich“.
Auch als Autor zahlreicher Zwölftonspiele trat Weiß hervor und schrieb Kompositionen und Improvisationskonzepte an der Schnittstelle zwischen Jazz und moderner Konzertmusik. Kompositionen von ihm spielte das „Manhattan Brass Quintet“, New York, das Koehne Quartett oder das Niederösterreichische Tonkünstlerorchester.
Bis zum Jahr 2010 war Weiß stellvertretender Leiter des Josef Matthias Hauer-Konservatoriums der Stadt Wiener Neustadt, seit 2010 ist er stellvertretender Leiter der Josef Matthias Hauer-Musikschule.

## Werke
- Got the message – Jazz-theme (1977–1985/1994)[6]
- Partita über ein altes Volkslied – Solo für Cembalo (1979)[6]
- Fünf Stücke für Blechbläserquintett – Besetzung: zwei Trompeten, Horn, Posaune und Tuba (1983/1984)[6]
- Zwölftonspiele – für Soloinstrumente und Orchester (1984–1995)[6]
- Stück – für zwei Trompeten und Klavier (1985)[6]
- Opening the cage – Duo für Tuba und Klavier (1986)[6]
- G – Konzertante Suite für ein Jazzensemble (1987)[6]
- Celvio – Duo für Violine und Violoncello (1992)[6]
- Aves, Rre y Sol – für Sampling Synthesizer (1993)[6]
- Der blaue Vogel – Bühnenmusik zum Stück Der blaue Vogel von Maurice Maeterlinck (1995)[6]